# Tổ khúc Carmen

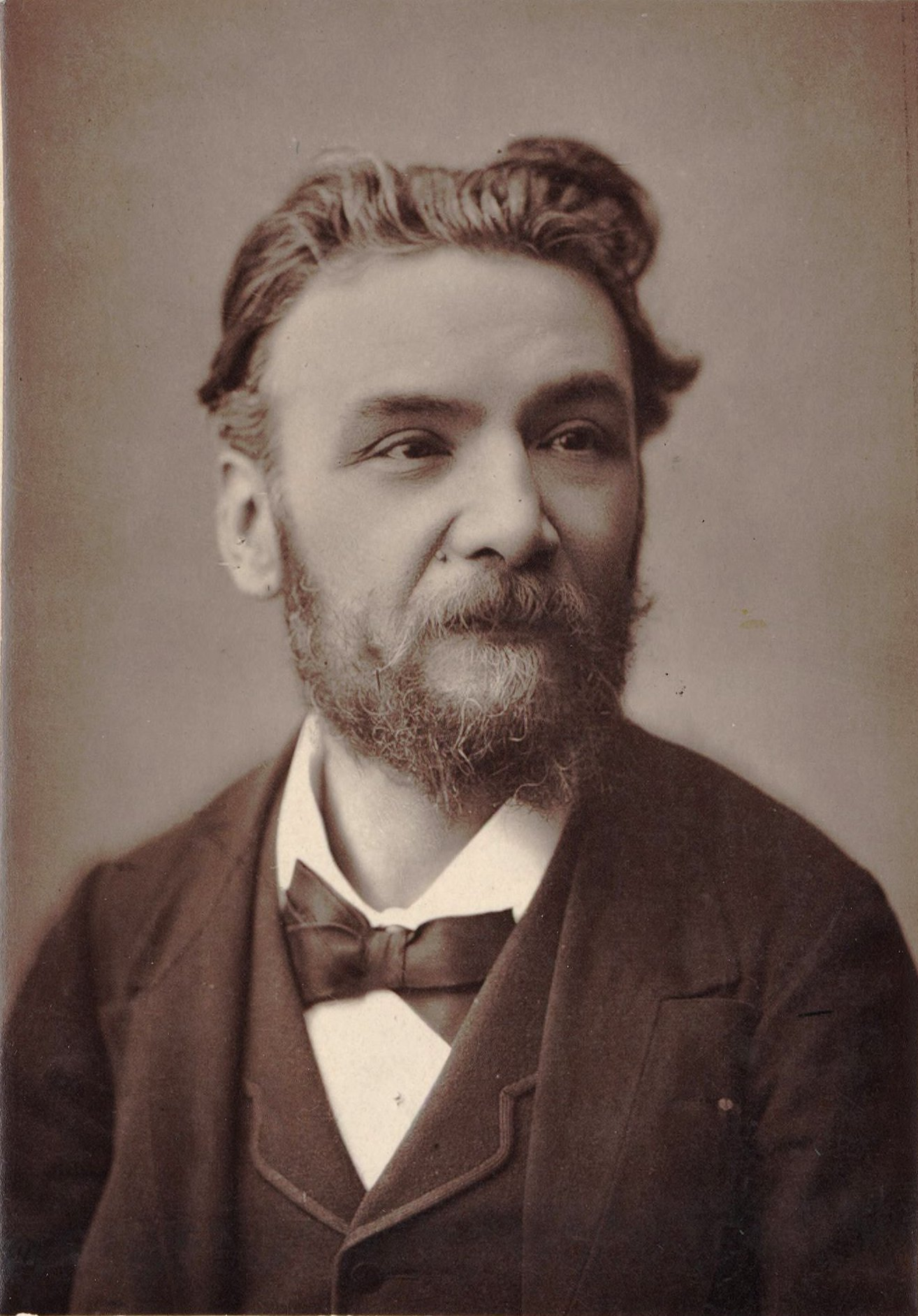
E.Guiraud – soạn giả tổ khúc Carmen (ảnh của G. Camus, 1890).

Tổ khúc Carmen là một tác phẩm âm nhạc cho dàn nhạc biểu diễn, thuộc thể loại tổ khúc, gồm nhiều bản nhạc được trích và chuyển thể từ vở ôpêra Cacmen của Georges Bizet, do người bạn của ông là Ernest Guiraud tiến hành biên soạn và tổ chức công diễn.
Tên gốc của tác phẩm này bằng tiếng Pháp là Carmen Suites (phát âm quốc tế: /ˈkar.men swiːt/, phiên âm Việt: Cac-men xuýt), được sử dụng phổ biến trong nhiều nước có hệ mẫu tự la-tinh, trong đó có Việt Nam. Tổ khúc này được đánh giá là trung thành với bản tổng phổ gốc của Bizet.

Nếu opera Carmen của nhạc sĩ thiên tài người Pháp Bizet là tác phẩm đã vạch ra một thời đại mới trong lịch sử âm nhạc thế giới – như nhiều người đã đánh giá, thì tổ khúc Carmen do Guiraud biên soạn đã chắp cánh và thêm hào quang cho kiệt tác này.

## Lịch sử
Khi vở ôpêra Cacmen của Bizet được công diễn những lần đầu đã bị hàng loạt thất bại liên tiếp, kèm theo nhiều chỉ trích và châm biếm ở ngay tại thủ đô Paris Pháp của ông năm 1875, thì sau khi Bizet mất (3/6/1875) chỉ 4 tháng, ôpêra này lại thành công vang dội ở thủ đô âm nhạc thế giới hồi đó là Viên, sau đó là khắp nơi trên thế giới. Chính vẻ đẹp của các giai điệu và của hoà âm trong kiệt tác này cộng với thành công của nó, cũng như tình cảm với Bizet đã giúp Guiraud - bằng tài năng của mình - chuyển thể một số giai điệu hay nhất của vở kịch thành tác phẩm cho nhạc cụ, biên soạn lại cho phù hợp, từ đó tạo ra tổ khúc này.
Tổ khúc Carmen được Guiraud cho công diễn qua 2 giai đoạn cách nhau 5 năm:
1. Tổ khúc số 1 (Carmen Suite No.1) biểu diễn lần đầu năm 1882 (khi Bizet mất đã 7 năm).
2. Tổ khúc số 2 (Carmen Suite No.2) biểu diễn lần đầu năm 1887.

Như vậy, tác phẩm này ra đời trong những năm 1882 - 1887. Sự thành công của tổ khúc này trường tồn cùng với ôpêra Cacmen cho tới tận ngày nay.

## Cấu trúc tác phẩm

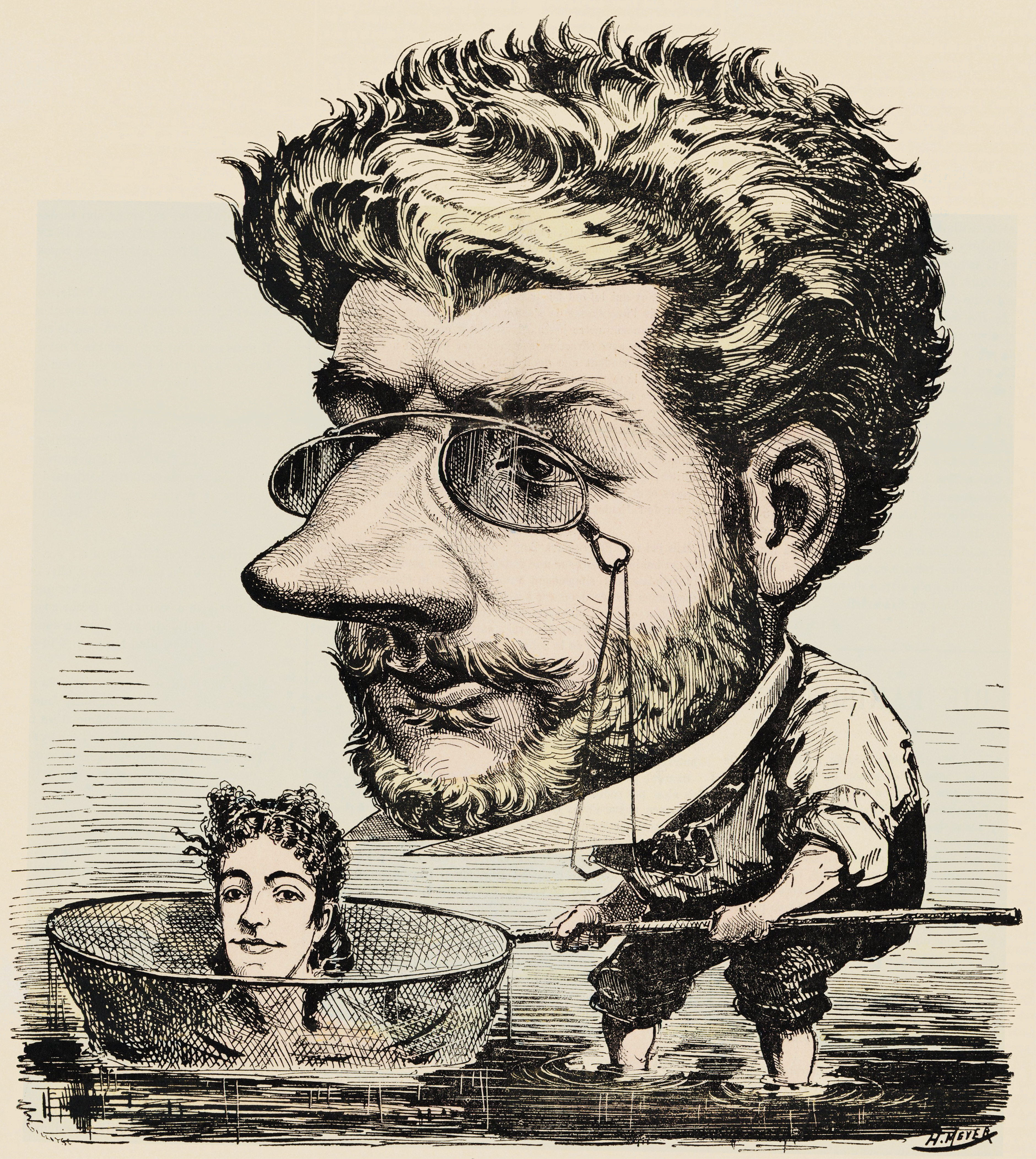
Biếm họa về Georges Bizet, đăng trên tuần báo Diogène (Pháp) ngày 28 tháng 9 năm 1876.

Để hiểu cấu trúc tổ khúc Carmen, cần biết qua về "mẹ đẻ" của nó là ôpêra Cacmen

### Opera Carmen
- Đây là một vở kịch về một nữ công nhân cuốn thuốc lá người Di-gan (gypsy) tên là Carmen (Cac-men), vì hành hung một phụ nữ cùng làm nên bị bắt, phải quyến rũ hạ sĩ canh giữ cô là José (Giô-zê) để trốn, rồi bị buộc lôi kéo anh ta từ bỏ hôn thê và mẹ ở quê, vào hội buôn lậu nhưng sau đó lại ruồng bỏ anh ta, say đắm dũng sĩ đấu bò Escamillo (Es-ca-mi-lô); cuối cùng bị chính người tình José giết.

Nội dung chi tiết vở kịch bằng tiếng Việt xem ở đây: Carmen.
- Toàn bộ vở ôpêra Cacmen kéo dài gần 3 tiếng, gồm bốn màn (acte) I – IV với tổng cộng 26 bản nhạc chính có lời (gọi là aria), cộng thêm bốn bản nhạc chính không lời là khúc dạo đầu (prélude) và 3 khúc dạo giữa hai cảnh (gọi là entr’acte - nhập màn- hay interlude - khúc xen).[7]

### Tổ khúc Carmen
Theo nguyên bản của Guiraud, tác phẩm là tổ khúc kép (double suites), mỗi tổ khúc (suite) là tập hợp các bản nhạc hoàn chỉnh, nối nhau theo trình tự nhất định.
- Tổ khúc I (Carmen Suite No.1)

Gồm 6 bản nhạc (comédie musicale hoặc aria) ứng với 6 cảnh (movement) của opera:
1. Prélude (Khúc dạo đầu) – Cảnh mở màn, nhan đề "Fate motive" (Số phận) - Khoảng 2 phút.
2. Aragonaise (Theo điệu A-ra-gôn) – Interlude (khúc xen) trước màn IV - Khoảng 4 phút.
3. Intermezzo (Khúc dạo) là khúc xen (interlude) trước màn III - Khoảng 3 phút.
4. Séguedille – Carmen (Theo điệu Xê-gơ-đin): giai điệu bài hát nhan đề "Près des remparts de Séville" (Gần thành Seville), theo một nhạc múa Tây-Ban-Nha, do Carmen hát khi quyến rũ José – giữa màn I - Khoảng 2 phút.
5. Les Dragons d'Alcala (Trung đội An-ca-la) – khúc xen trước màn II - Khoảng 2 phút.
6. Les Toréadors (Người đấu bò) – Chủ đề từ khúc dạo đầu màn I và cảnh giới thiệu các người đấu bò tót Tây-Ban-Nha, trong đó có Escamillo, thuộc màn IV - Khoảng hơn 2 phút.

Tổng thời lượng tổ khúc I: khoảng 16 ph.
Có thể thưởng thức tổ khúc I gần với nguyên bản do dàn nhạc giao hưởng Thanh niên New England của Hoa Kỳ biểu diễn (2014), chỉ huy bởi Jane Ezbicki ở: youtube
- Tổ khúc II (Carmen Suite No.2)

Cũng gồm 6 bản nhạc ứng với 6 cảnh của opera này:
1. Marche des Contrebandiers (Hội buôn lậu) – điệp khúc "Écoute, compagnon" (Nghe đây bạn đồng hành) ở màn III- Khoảng 4 phút 30.
2. Habanera (Theo điệu Ha-ba-nê-ra) – thuộc màn I, dựa trên bài ca (aria) tuyên ngôn nổi tiếng của nhân vật Carmen, nhan đề "L'amour est un oiseau rebelle" (Tình yêu là con chim nổi loạn), đồng thời cũng là một trong những giai điệu hay nhất tác phẩm - Khoảng 2 phút 30.
3. Nocturne (Dạ khúc) – thuộc màn III, dựa trên aria của Micaëla (Mi-ke-la) là hôn thê của José – "Je dis que rien ne m'épouvante" (Tôi bảo không gì tôi sợ) - Khoảng 5 phút.
4. Chanson du Toréador (Bài ca người đấu bò) – thuộc màn II, có phần giới thiệu và giai điệu bản aria của Escamillo: "Votre toast, je peux vous le rendre" đã chuyển thể, cũng là một trong những giai điệu hay nhất tác phẩm - Khoảng 3 phút.
5. La Garde Montante (Đội lính tuần) – thuộc màn I - Khoảng 4 phút.
6. Danse Bohème (Điệu nhảy xứ Bô-hem) – thuộc màn II, là một bản nhạc theo điệu múa tập thể của người Di-gan vừa nhảy vừa dậm chân, kèm bài hát "Les tringles des sistres tintaient" – Khoảng 4 phút.

Tổng thời lượng tổ khúc II: khoảng 25 ph.
Có thể thưởng thức tổ khúc II gần với nguyên bản do dàn nhạc giao hưởng trường trung học âm nhạc Moniuszko, Bielsko-Biała của Ba Lan biểu diễn, Andrzej Kucybała làm nhạc trưởng ở: youtube

Như vậy, so với cấu trúc của "mẹ", thì cấu trúc tổ khúc rõ ràng không phải là trích lần lượt từ tác phẩm "mẹ", mà có sự phối hợp và sắp xếp lại, thậm chí đảo lộn các nhạc cảnh sao cho phù hợp với nhau mà vẫn tôn trọng linh hồn của opera. Ngoài ra, còn phải chuyển thể giai điệu các lời ca cho nhạc cụ thích hợp. Bởi thế, nhiều nhà xuất bản và nhạc sĩ gọi tên tác giả của tổ khúc Carmen bằng tên ghép của hai người: Bizet - Guiraud.

## Biên chế dàn nhạc
Dàn nhạc biểu diễn nguyên bản tổ khúc phải có biên chế của một dàn nhạc giao hưởng.
- Biên chế cho tổ khúc I thường gồm: 2 sáo (Flute và piccolo), 2 ô-boa (oboes), 2 kèn clarinet, 2 kèn pha-gốt (bassoons), 4 kèn săn (French horn), 2 kèn trôm-pét (tức tuba), 3 kèn đồng trầm (trombone), bộ trống định âm (timpani), 1 bộ gõ (percussion), 1 đàn thụ cầm (đàn hạc, harp), bộ dây (strings) có: 8 vĩ cầm, 4 trung hồ cầm và 2 đại hồ cầm.[9]
- Biên chế cho tổ khúc II thường gồm: 2 sáo (flutes và piccolo), 2 ô-boa, 2 cla-ri-nét giọng B♭và A, 2 pha-gốt, 4 kèn săn có 2 kèn giọng A và B♭, 3 kèn đồng trầm, 2 kèn trôm-pét, bộ trống định âm, trống nhỏ (tambourine), 1 kẻng tam giác, 1 trống lớn (bass drum), 1 chũm choẹ, 1 đàn thụ cầm, bộ dây như trên.[10]

Cả hai tổ khúc biểu diễn liên tục cần khoảng 40 phút. Tuy nhiên, nhiều nhà soạn nhạc thường thêm phóng tác, biến tấu hoặc kết hợp với cả dàn hợp xướng, nên biên chế thường đồ sộ hơn, hình thức phong phú hơn và thời lượng cũng lớn hơn.

## Vai trò
- Để biểu diễn vở opera Carmen thật khó khăn, vì đây vừa là kịch, vừa có hát, vừa có múa theo nhạc. Thêm vào đó, ngoài dàn nhạc ít nhất khoảng 40 người, còn cần phải có khoảng 100 ca sĩ và vũ công nam nữ, các vai phụ (trẻ em, người lùn,quần chúng), chưa kể lời ca phải làm cho khán giả hiểu được (nhất là ngoài nước Pháp) và trang trí sân khấu hoặc cảnh diễn ngoài trời phù hợp. Khó khăn nhất là tìm được những người đóng vai chính phải vừa là danh ca, lại vừa phải có ngoại hình ít nhiều phù hợp với nhân vật, cộng thêm tài năng diễn xuất của một vai kịch và thậm chí của diễn viên múa. Đặc biệt khó là chọn được người đóng vai Carmen, nên những ai diễn thành công vai này đều rất nổi tiếng, như nghệ sĩ Pháp Célestine Galli-Marié, nghệ sĩ Mĩ Rosabel Morrison v.v. Tuy nhiên, để biểu diễn tổ khúc Carmen thì đơn giản hơn nhiều. Chính vì vậy, nhiều người không hề biết đến opera Carmen, nhưng qua tổ khúc Carmen mà lại biết các giai điệu của vở kịch này. Hiện tượng này khá phổ biến và minh chứng cho vai trò phổ cập âm nhạc của tổ khúc Carmen.
- Biểu diễn thành công toàn bộ tổ khúc là niềm tự hào của một dàn nhạc và mỗi nghệ sĩ tham gia. Nhiều cơ sở đào tạo nhạc công chuyên nghiệp trên thế giới đã chọn biểu diễn tổ khúc này làm đề thi tốt nghiệp hoặc chủ đề thi quốc gia, như ở Ba Lan [11], ở Hoa Kỳ (chẳng hạn như Youth Repertory Orchestra)[12] v.v. Biểu diễn thành công từng phần của tác phẩm này bằng độc tấu nhạc cụ cũng thể hiện trình độ của mỗi soloist.
- Các phóng tác lấy chủ đề từ tổ khúc này khá nhiều, như khúc Aragonaise được Pablo de Sarasate dùng trong Carmen Fantasy (khúc cuồng tưởng) của mình cho vĩ cầm và dàn nhạc; nhà soạn nhạc điện ảnh người Mỹ gốc Đức Franz Waxman đã sáng tác một tác phẩm tương tự là Carmen Fantasie (năm 1946).
- Lấy từ tổ khúc một hoặc nhiều bản nhạc để biểu diễn độc tấu, song tấu v.v là việc rất phổ biến trong giới âm nhạc qua các cuộc công diễn ngoài trời hay thính phòng. Nhiều nghệ sĩ đã biểu diễn trích đoạn tổ khúc hoặc phóng tác và biến tấu (variation) từ tác phẩm này. Chẳng hạn, riêng khúc Intermezzo được nhiều nghệ sĩ nổi tiếng thế giới biểu diễn bằng nhiều nhạc cụ khác nhau: sáo các loại, cla-ri-nét, vĩ cầm v.v.
- Ở Việt Nam, nhiều người yêu âm nhạc đã biết vở tổ khúc ba-lê Carmen (Carmen suite ballet của nhà hát Lớn Moskva, công diễn lần đầu năm 1967) do nghệ sĩ ba-lê người Cuba là Alberto Alonso dàn dựng phần múa. Phần nhạc của tổ khúc này do nhạc sĩ Nga Rodion Shchedrin (Родион Щедрин) biên soạn rất sáng tạo, nhưng cũng dựa trên âm nhạc này của Bizet-Guiraud.[13] Vào thời kì vở ba-lê này mới xuất hiện, nước ta hồi đó khó khăn chồng chất, chưa có mạng internet đã đành mà đến TV cũng không, nhưng nhiều người Việt ưa thích vở nhạc-vũ kịch này vẫn lắng nghe nhạc của tổ khúc và bình luận của nhạc sĩ Nguyễn Xinh về tác phẩm đó qua đài phát thanh Việt Nam.[14] Gần đây, nghệ sĩ nhân dân Kim Quy đã dàn dựng vở ba-lê này.[15]

Nhạc giao hưởng nói chung và tổ khúc Carmen nói riêng là "món ăn tinh thần" quý cho tất cả những ai yêu âm nhạc, không chỉ đơn thuần giúp người ta giảm bớt căng thẳng trong thời đại công nghiệp đầy STRESS ngày nay, mà còn giúp người ta thêm hiểu biết về thể loại âm nhạc thường được gọi nôm na là dòng "âm nhạc bác học" này.
Mỗi sản phẩm quý giá của trí tuệ con người - dù chỉ là một câu nói cho đến các tác phẩm văn hoá hoặc những khám phá khoa học vĩ đại - không chỉ có sức trường tồn mà còn có thể vượt qua nhiều rào cản để lan toả trên thế giới. Tổ khúc Carmen là một sản phẩm như thế.